# Sympycnodes rhaptodes
Sympycnodes rhaptodes är en fjärilsart som beskrevs av Turner 1942. Sympycnodes rhaptodes ingår i släktet Sympycnodes och familjen träfjärilar. Inga underarter finns listade i Catalogue of Life.